# ヒュドロゲノピルス綱
ヒュドロゲノピルス綱（ヒュドロゲノピルスこう、Hydrogenophilalia）は、プロテオバクテリア門に属す細菌の綱である。2017年にベータプロテオバクテリア綱から分割された。
ベータプロテオバクテリア綱とは16S rRNAやリボソームタンパク質に基づく系統的距離に基づいて区別されている。Petrobacter succinatimandensのTepidiphilus属への再分類により消滅したPetrobacter属を除くと、2019年現在1科3属のみからなる。Thiobacillus属もかつては30種以上を抱えたこともある大きな属だったが、ヒュドロゲノピルス綱の設置と同時に大きな再編が行われ、3種のみに縮小された。好熱性の好気性菌が多く、水素や硫黄化合物を酸化する種や、アミノ酸や有機酸を代謝する種などが含まれる。